# Trailing Twelve Months
Trailing Twelve Months (kurz TTM) bezeichnet Finanz- oder Unternehmensdaten über die letzten 12 Monate betrachtet. Aus den Daten werden dann häufig Finanzkennzahlen berechnet. Das Geschäftsjahr eines Unternehmens unterscheidet sich i. d. R. von diesem Zeitraum, was den Vergleich von Unternehmensdaten erleichtert.
Betrachtet werden die letzten 12 Monate einschließlich des vollen, aktuellen Berichtsmonates und folglich ausschließlich desselben Monates des vergangenen Jahres.